# Magnum (gruppo musicale)
I Magnum sono stati un gruppo musicale britannico hard rock con influenze metal, progressive e AOR, formatosi a Birmingham nel 1972.
Il successo iniziale più significativo per la band fu Chase the Dragon nel 1982, che raggiunse il numero 17 nella UK Albums Chart. Comprendeva diverse canzoni che sarebbero diventate i pilastri del live set della band, in particolare "Soldier of the Line", "Sacred Hour" e "The Spirit".
L'album On a Storyteller's Night, pubblicato nel 1985, ha dato alla band un successo anche a livello europeo, e ottenne critiche spesso positive da parte della stampa specializzata.

## Storia
Nel 1975, Clarkin e Dave Morgan ricevettero un'offerta da Kim Holmes per aiutare con la costruzione di uno studio, invece di essere pagati in denaro, Clarkin chiese di essere pagato con più tempo in studio.
Gran parte del primo materiale demo dei Magnum è stato registrato ai Nest Studios di Birmingham, che in seguito avrebbe portato a un contratto discografico con David Arden, presidente della Jet Records. Durante le sessioni di "Nest", almeno due canzoni scritte da Dave Scott Morgan (e cantate da Bob Catley) furono registrate ma mai pubblicate.
A prestare la voce a questa canzone è stato Scott Morgan, che lasciò la band poco dopo, per essere sostituito da Wally Lowe. Il successo era ancora scarso; stavano lavorando come band di supporto per artisti, come Del Shannon, in alcuni mini-tour.
Proprio in quell'occasione, la band è stata ampliata a cinque elementi con l'aggiunta di Richard Bailey alle tastiere.
Nel maggio 1977, la band ha supportato i Judas Priest nel loro tour Sin After Sin nel Regno Unito, nel periodo in cui erano ancora senza contratto discografico, il primo loro lavoro in studio, è infatti dell'anno successivo.
I vincoli di budget alla casa discografica Jet negarono a Magnum l'uso di un produttore esterno per The Eleventh Hour, che fu prodotto da Clarkin nel 1983, che ha raggiunto il numero 38 nel Regno Unito. Un tour nel Regno Unito iniziò nel maggio 1983, con l'aggiunta del chitarrista Robin George per esibizioni dal vivo. Magnum è apparso anche al Reading Festival del 1983, con George. Tuttavia,  Jet non era soddisfatto dei dati di vendita di The Eleventh Hour e si rifiutò di supportare un altro album o di finanziare un tour.
Il 9 gennaio 2024, a seguito di una breve malattia, decede il chitarrista e compositore Tony Clarkin: la band, poco tempo prima, aveva già disdetto ogni impegno precedentemente intrapreso.

## Formazione

### Formazione attuale
- Bob Catley – voce (1972-1995; 2001-presente)
- Tony Clarkin – chitarra (1972-1995; 2001-2024)
- Rick Benton - tastiera (2017-presente)
- Dennis Ward – basso (2009-presente)
- Lee Morris – batteria (2017-presente)

### Ex membri principali
- Kex Gorin – batteria (1972-1984; morto nel 2007)
- Wally Lowe – basso, voce (1975-1995)
- Mark Stanway – tastiere (1980-1984;1986-1995; 2001-2017)
- Jeff Glixman - tastiere (1984-1986)
- Mickey Barker – batteria (1985-1995)
- Jim Simpson – batteria (1985-1988)
- Harry James - batteria (2002-2017)
- Al Barrow – basso (2001-2009)

## Discografia

### Album in studio
- 1978 - Kingdom of Madness
- 1979 - Magnum II
- 1982 - Chase the Dragon
- 1983 - The Eleventh Hour
- 1985 - On a Storyteller's Night
- 1986 - Vigilante
- 1988 - Wings of Heaven
- 1990 - Goodnight L.A.
- 1992 - Sleepwalking
- 1994 - Rock Art
- 2002 - Breath of Life
- 2004 - Brand New Morning
- 2007 - Princess Alice and the Broken Arrow
- 2009 - Into the Valley of the Moonking
- 2011 - The Visitation
- 2012 - On the 13th Day
- 2014 - Escape from the Shadow Garden
- 2016 - Sacred Blood Divine Lies
- 2018 - Lost on the Road to Eternity
- 2020 - The Serpent Rings
- 2022 - The Monster Roars
- 2024 - Here Comes The Rain

### Album dal vivo
- 1980 - Marauder
- 1989 - Invasion Live
- 1991 - The Spirit
- 1996 - The Last Dance
- 1997 - Stronghold
- 2000 - Days of Wonder
- 2005 - The River Sessions
- 2008 - Wings of Heaven Live
- 2015 - Escape From The Shadow Garden - Live 2014

### Compilation
- 1986 - Anthology
- 1987 - Mirador
- 1992 - Archive
- 1993 - Chapter & Verse: The Very Best of Magnum
- 1993 - Keeping the Nite Light Burning
- 1998 - Road to Paradise - Anthology 1978 - ’83
- 2002 - Long Days Black Nights - The Alternative Anthology
- 2010 - The Gathering
- 2011 - Evolution
- 2017 - The Valley of Tears - The Ballads
- 2021 - Dance of the Black Tattoo

### Box Set
- 1990 - Foundation

## Videografia
- 1985 - Live! – The Sacred Hour
- 1985 - On a Storyteller's Night
- 1988 - On the Wings of Heaven - 'Live'
- 1990 - From Midnight to L.A. ristampato, con quattro videoclip in più, con il titolo Chapter & Verse
- 2003 - A Winter's Tale (1992) ristampato, in versione Surround, con il titolo Live Legends
- 2004 - Live at Birmingham (1992)
- 2005 - Live in London (1985)
- 2005 - Livin' the Dream